# Ie Rhob
Ie Rhob is een bestuurslaag in het regentschap Bireuen van de provincie Atjeh, Indonesië. Ie Rhob telt 198 inwoners (volkstelling 2010).